# MetroLyrics
MetroLyrics — англоязычный сайт, созданный для размещения на нём текстов песен. Основан в 2002 году. Начиная с 2010 года MetroLyrics был крупнейшим сайтом, посвящённым текстам песен. База данных MetroLyrics содержала более 1 млн песен, исполняемых более 16 000 исполнителей. В конце июня 2021 года сайт перестал работать, создатели не раскрывают причину.

## История
MetroLyrics был первым сайтом, нацеленным на размещение, хранение и легкий поиск текстов песен.
В апреле 2008 года сайт получил лицензию на использование каталога текстов песен от лицензированного агрегатора — компании Gracenote Inc. Согласно этой модели, владельцы авторских прав на текст песни, накапливают роялти-доход за размещение их интеллектуальной собственности на сайте MetroLyrics.com. Выплата роялти происходит через Gracenote, а именно правило, как и лицензия, распространяется на все тексты песен, размещённые на сайте. Лицензирование MetroLyrics — резко выделяется на фоне других подобных проектов, так как многие веб-сайты, на которых размещаются тексты песен до сих пор предлагают посетителям нелицензионный, часто пиратский контент.
По состоянию на 2010 год, в поисковой системе Google, MetroLyrics была девятой базой данных по количеству поисковых запросов и результатов, которые осуществлялись в США и Великобритании.
MetroLyrics находится в партнерстве с AOL Music, NME, MTV и Billboard.com. Кроме того, MetroLyircs является частью онлайн-сервисов, реализованных в проигрывателе мультимедиа Winamp, в котором база данных MetroLyrics интегрируется в сервисы проигрывателя.
В октябре 2011 года MetroLyrics был приобретен компанией CBS Radio.
29 июня 2021 года сайт перестал работать.